# Malaciczy (przystanek kolejowy)
Malaciczy (biał. Маляцічы, ros. Малятичи) – przystanek kolejowy w miejscowości Wuzki, w rejonie krzyczewskim, w obwodzie mohylewskim, na Białorusi. Położony jest na linii Orsza - Krzyczew - Uniecza.
Nazwa pochodzi od pobliskiej miejscowości Malaciczy.